# ترينتينو ألتو أديجي
طرنطينة وآدجة العليا (بالإيطالية: Trentino-Alto Adige)‏ أو طرنطينة وتيرول الجنوبية (بالإيطالية: Trentino-Sud Tirol)‏ هي منطقة ذاتية الحكم في شمال إيطاليا. تنقسم لإقليمين كليهما ذاتي الحكم: إقليم طرنطة، المعروف باسم طرنطينة، وإقليم بلسانة، المسمى أيضا جنوب تيرول عند الجرمان أو آدجة العليا عند الإيطاليين. كانت المنطقة جزءًا من الإمبراطورية النمساوية المجرية وسابقاتها الإمبراطورية النمساوية والإمبراطورية الرومانية المقدسة منذ القرن التاسع للميلاد إلى حين انضمامها لإيطاليا في عام 1919 بموجب معاهدة سان جرمان. ما زالت الألمانية هي اللغة السائدة في جنوب تيرول.
تمثل المنطقة إلى جانب ولاية تيرول النمساوية بالمنطقة الأوروبية تيرول - جنوب تيرول - طرنطينة.

## التاريخ

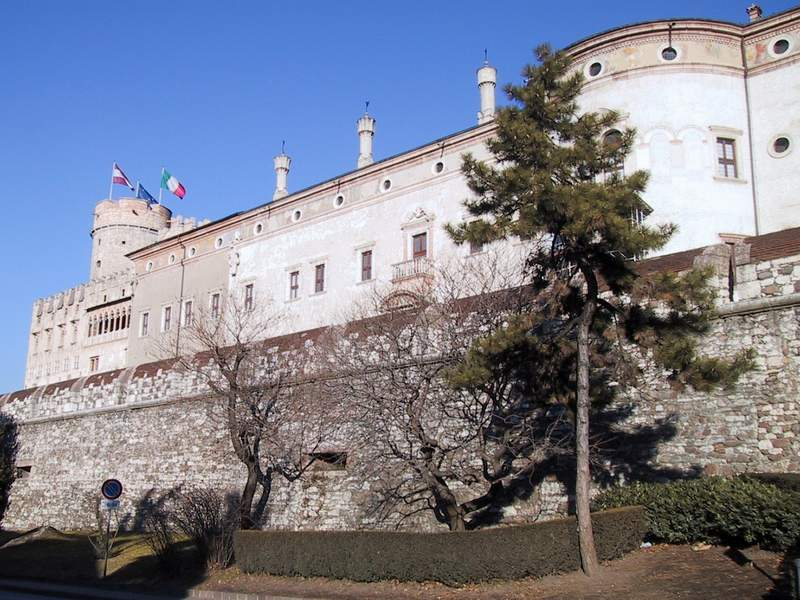
حكم أمير وأسقف طرنطة من قلعة القنصل الصالح من القرن الثالث عشر حتى القرن التاسع عشر.

احتلت الرومان المنطقة في عام 15 قبل الميلاد. بعد انهيار الإمبراطورية الرومانية الغربية، تم تقسيمها بين القبائل الألمانية الغازية في دوقية تريدنتوم اللومباردية (طرنطينة اليوم) وفينشغاو الألامانية بينما نال البافاريون ما تبقى. بعد قيام مملكة إيطاليا تحت حكم شارلمان، شملت مركيزية فيرونا المناطق الواقعة جنوب بلسانة، بينما ضمت دوقية بافاريا الجزء المتبقي.
ابتداء من القرن الحادي عشر، حكم جزءًا من المنطقة أمير وأسقف طرنطة وبريكسن والذي منحه الأباطرة الرومان المقدسون صلاحيات واسعة على الأسقفيات فيهما. أما ما تبقى فكان جزءًا من كونتية تيرول ومقاطعة غورتز التي سيطرت على البوسترتال. في 1363 تنازلت عنها مارغريت كونتيسة التيرول لصالح آل هابسبورغ. جرت جرمنة المناطق شمال سالورنو إلى حد كبير في أوائل العصور الوسطى، كما ولد شعراء ألمان بارزون مثل أوسفالد فون فولكنشتاين وعاشوا في الجزء الجنوبي من التيرول.

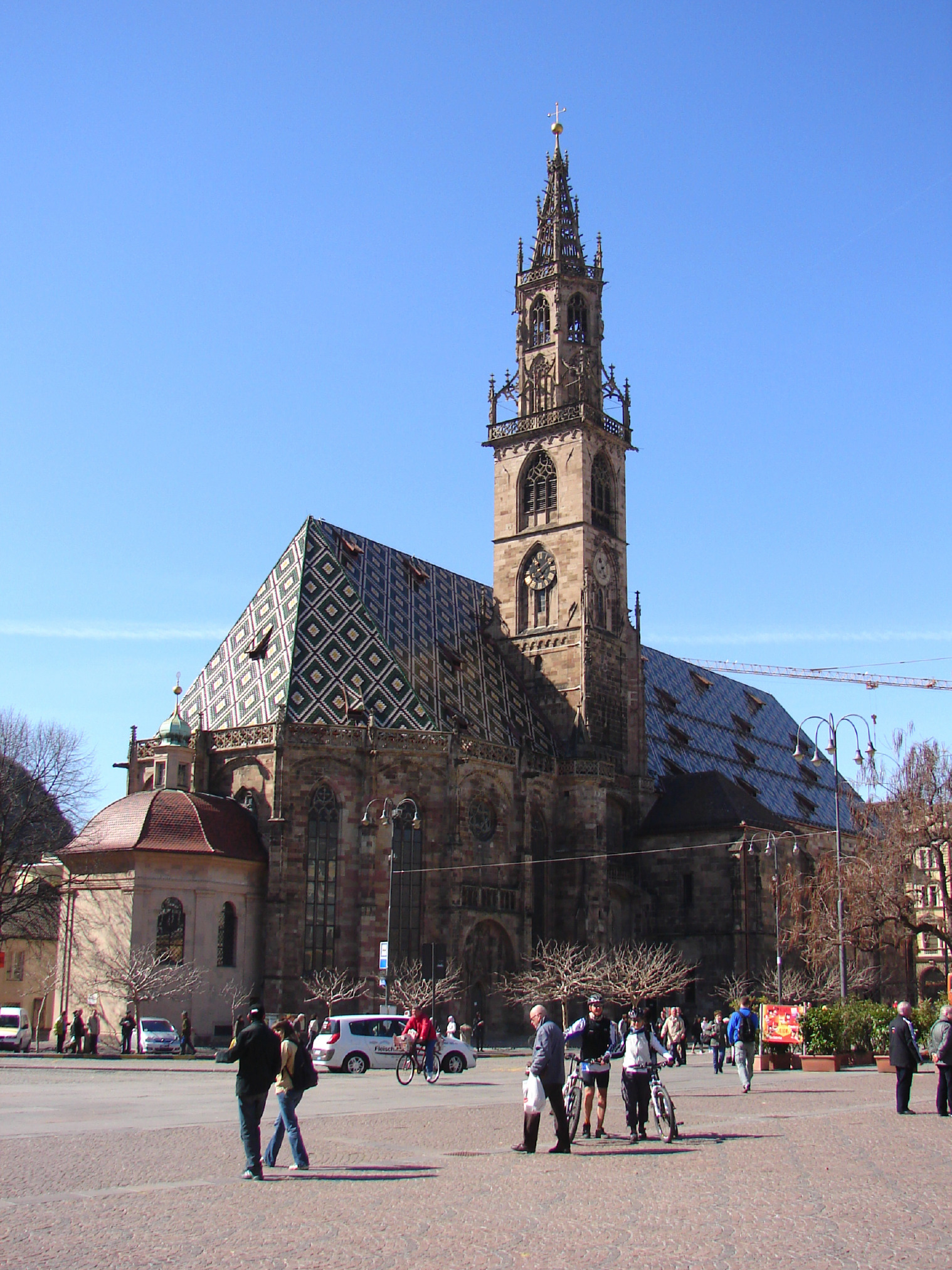
كاتدرائية ماريا هيميلفارت في بلسانة عاصمة جنوب تيرول.

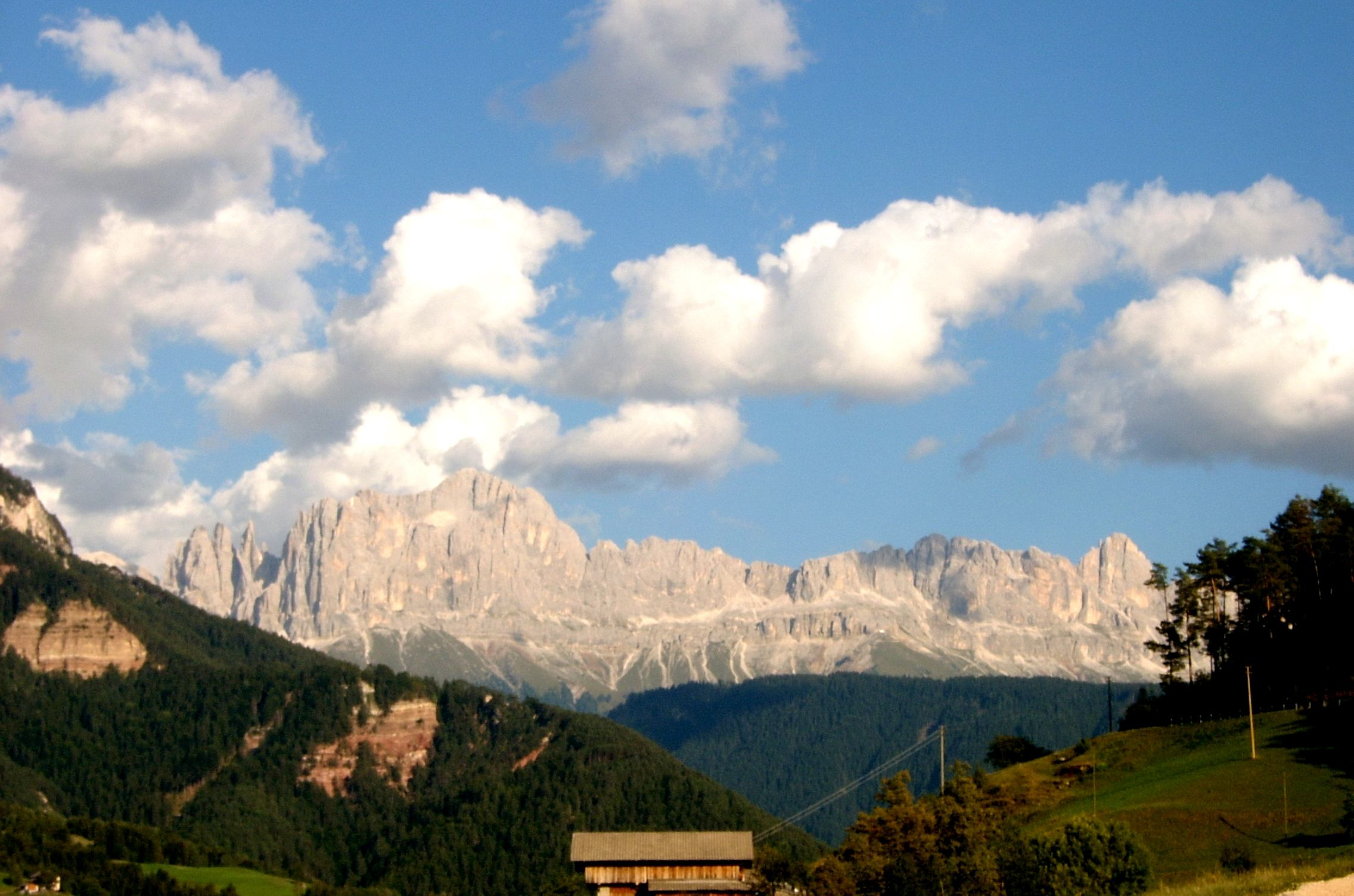
مشهد لمجموعة روزنغارتن في جنوب تيرول

أطلقت التسمية تيرولو ميريديونالي والتي تنبع من اللاتينية تيرولو ميريديوناليس تاريخيًا لوصف الشطر الجنوبي الأوسع من مقاطعة تيرول، بالأخص طرنطينة وأحيانًا جنوب تيرول الحالية.
جرت علمنة الأسقفيتين في معاهدة لونفيل في 1803 وسلمتا إلى آل هابسبورغ. بعد عامين، وفي أعقاب الهزيمة النمساوية في أوسترليتز أعطيت المنطقة لبافاريا حليفة نابليون (صلح برسبورغ 1805). أثار الحكام الجدد تمردًا شعبيًا بقيادة أندرياس هوفر وهو مالك أراض من سانت ليونارد في باساير في عام 1809 وسحقت في العام نفسه. قسمت معاهدة باريس في فبراير 1810 المنطقة بين النمسا ومملكة إيطاليا النابليونية. بعد هزيمة نابليون في عام 1815، عادت المنطقة إلى النمسا. خلال السيطرة الفرنسية على المنطقة، أطلق عليها رسميًا اسم أوت أديج (حرفيًا «أديج العليا» وبالإيطالية «آدجة العليا» وبالألمانية «هوخ إتش») وذلك لتجنب أي إشارة إلى مقاطعة تيرول التاريخية.
خلال الحرب العالمية الأولى، دارت معارك كبرى في جبال الألب والدولوميت بين الألبيين النمساويين المجريين والطليان الذين كانت السيطرة على المنطقة هدفًا إستراتيجيًا رئيسيًا لهم. أدى انهيار القوة الحربية النمساوية المجرية لاحتلال القوات الإيطالية للمنطقة في عام 1918، وضمها في المعاهدات ما بعد الحرب والتي منحت المنطقة إلى إيطاليا بموجب معاهدة سان جيرمان.
في ظل دكتاتورية بينيتو موسوليني، الدكتاتور الفاشي لإيطاليا (1922-1943)، تعرض جنوب التيرول لبرنامج طلينة قسري حيث حظرت جميع الإشارات إلى التيرول القديمة وكان يشار إليها باسم فينيتسيا تريدنتينا بين عامي 1919-1947، في محاولة لتبرير المطالب الإيطالية في المنطقة من خلال ربطها تاريخيًا بإقليم من الأقاليم الرومانية في إيطاليا (الإقليم العاشر فينيشيا وهيستريا). اتفق هتلر وموسوليني في عام 1938 على نقل السكان الناطقين بالألمانية إلى الأراضي تحت الحكم الألماني أو تفريقهم في جميع أنحاء إيطاليا، ولكن اندلاع الحرب العالمية الثانية منعهم من تنفيذ كامل عملية إعادة التوطين. مع ذلك، تم نقل الآلاف من الناس إلى الرايخ الثالث، الذين تمكنوا مع صعوبات كبيرة من العودة إلى أرض آبائهم وأجدادهم بعد نهاية الحرب.
في عام 1943، عندما وقعت الحكومة الإيطالية هدنة مع الحلفاء، احتلت المنطقة من قبل ألمانيا والتي أعادت تنظيمها على أنها منطقة عمليات في سفوح جبال الألب ووضعتها تحت إدارة أمين الفرع النازي في المنطقة فرانز هوفر. ألحقت المنطقة بحكم الأمر الواقع إلى الرايخ الألماني (مع إضافة مقاطعة بلونو) حتى نهاية الحرب. انتهى هذا الوضع مع نهاية النظام النازي واستعادة الحكم الإيطالي في عام 1945.
توصلت إيطاليا والنمسا لاتفاق غروبر دي غاسبيري عام 1946 والذي دخل حيز التنفيذ في عام 1947 عندما صدر دستور الجمهورية الإيطالية والذي نصّ على منح المنطقة حكمًا ذاتيًا واسعًا. اعترف بالألمانية والإيطالية كلغات رسمية وسمح بتعليم الألمانية من جديد. سميت المنطقة باسم طرنطينة آدجة العليا/ تيرولر إتشلاند بين عامي 1947 و 1972.
مع ذلك، لم يكن تنفيذ الاتفاق مرضيًا للسكان الناطقين بالألمانية أو الحكومة النمساوية. تحولت القضية إلى سبب هام للاحتكاك بين البلدين ونقلت المسألة إلى الأمم المتحدة في عام 1960. عقدت جولة جديدة من المفاوضات في عام 1961 ولكنها باءت بالفشل، وذلك جزئيًا بسبب الاستياء الشعبي وحملة من التخريب والتفجيرات قام بها الاستقلاليون والانفصاليون من الناطقين بالألمانية بقيادة لجنة تحرير جنوب تيرول.
تم حل هذه المسألة في عام 1971، عندما تم التوقيع على معاهدة نمساوية إيطالية جديدة والمصادقة عليها. تنص على أن تقدم النزاعات في جنوب التيرول إلى محكمة العدل الدولية في لاهاي وأن الإقليم سينال المزيد من الحكم الذاتي داخل إيطاليا وأن النمسا لن تتدخل في الشؤون الداخلية لجنوب تيرول. أرضى الاتفاق الجديد جميع الأطراف المعنية وخفت التوترات الانفصالية. ساعدت أمور أخرى في تحسن الوضع منها انضمام النمسا إلى الاتحاد الأوروبي في عام 1995، مما ساعد على تحسين التعاون عبر الحدود.
في مايو 2006 قدم السناتور مدى الحياة فرانشيسكو كوسيغا مشروع قانون من شأنه السماح للمنطقة بإجراء استفتاء يختار الناخبون المحليون فيه إمكانية البقاء ضمن الجمهورية الإيطالية أو الاستقلال التام أو العودة إلى النمسا أو أن تصبح جزءًا من ألمانيا. رفضت جميع الأطراف بما في ذلك الانفصاليون، هذا الاقتراح لاحتمال أن يتسبب في إحياء التوترات العرقية.

## الجغرافيا

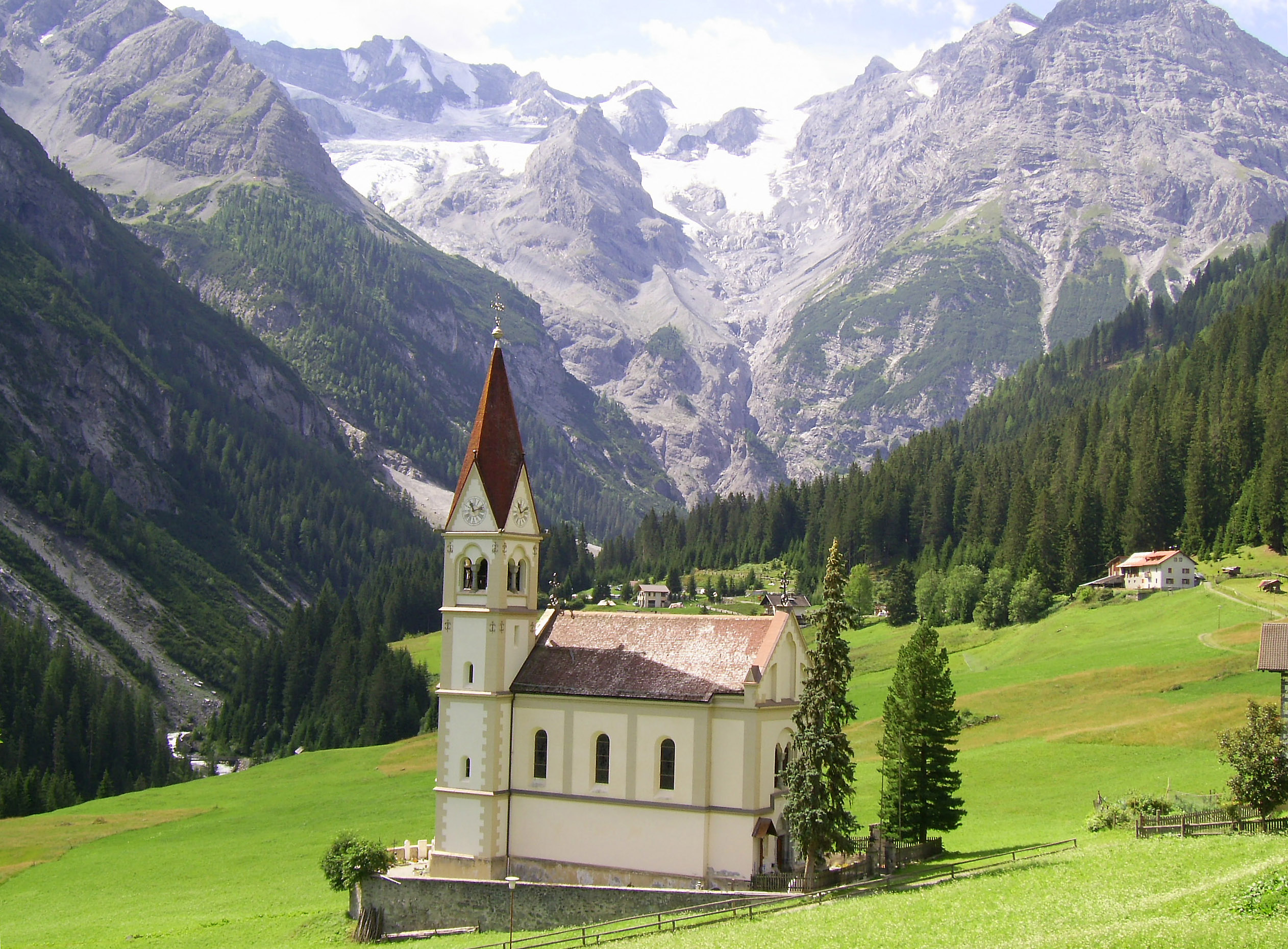
مشهد ألبي قرب قرية شتيلفس جنوب تيرول.

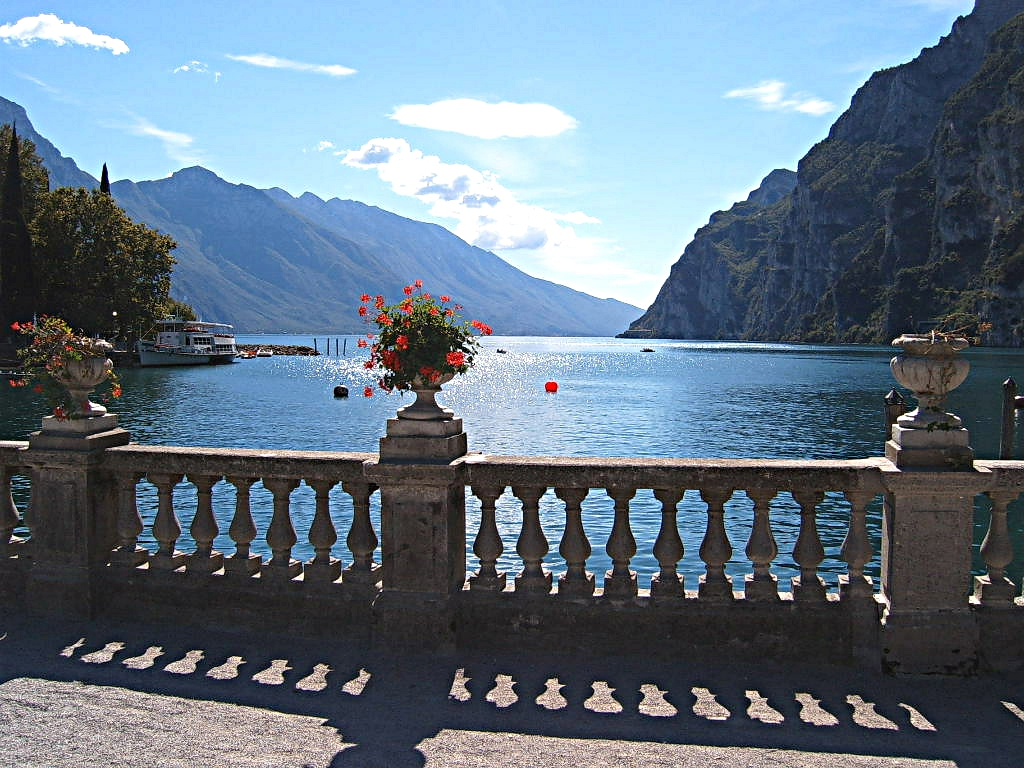
متنزه في ريفا ديل غاردا في طرنطينة.

يحد الإقليم النمسا (تيرول) من الشمال وسويسرا (غراوبوندن) إلى الشمال الغربي والأقاليم الإيطالية لومبارديا وفينيتو إلى الغرب والجنوب على التوالي. تبلغ مساحة الإقليم 13,607 كيلومتر مربع. يتمتع بتضاريس جبلية للغاية والتي تغطي جزءًا كبيرًا من الدولوميت وجبال الألب الجنوبية.
تبلغ مساحة طرنطينة 6,207 كم2 وأغلبها أراض جبلية (20% منها أعلى من 2000 متر و 70% فوق 1000م) وتغطيها الغابات الواسعة (50% من الأراضي). يختلف المناخ عبر المقاطعة من مناخ جبال الألب إلى المناخ شبه القاري مع صيف دافئ ومتقلب إلى شتاء بارد ومثلج. تعد المنطقة دائمًا الوجهة المفضلة للسياح، سواء في فصل الشتاء للتزلج في الجبال العالية وصيفًا لزيارة الوديان الواسعة والعديد من البحيرات (أكبرها بحيرة غاردا).
تبلغ مساحة جنوب التيرول 7,400 كم2 وهي جبلية كلية وتغطيها الغابات الشاسعة. في إيطاليا، يحد المقاطعة إقليم لومبارديا في الغرب وطرنطة في الجنوب وفينيتو في الشرق. المناخ قاري نظرًا لتأثير سلاسل الجبال المتعددة والتي تقف على ما يزيد عن 3000 متر فوق مستوى سطح البحر والوديان الواسعة التي يتدفق عبرها النهر الرئيسي أديجي من الشمال إلى الجنوب وروافده العديدة. في مدينة بلسانة عاصمة المقاطعة، متوسط درجة الحرارة الهواء 12.2 درجة مئوية ومتوسط هطول الأمطار 717.7 مم. يقع أدنى ممر عبر جبال الألب (ممر برينر) في أقصى شمال المنطقة على الحدود مع النمسا.

## الحكومة والإدارة

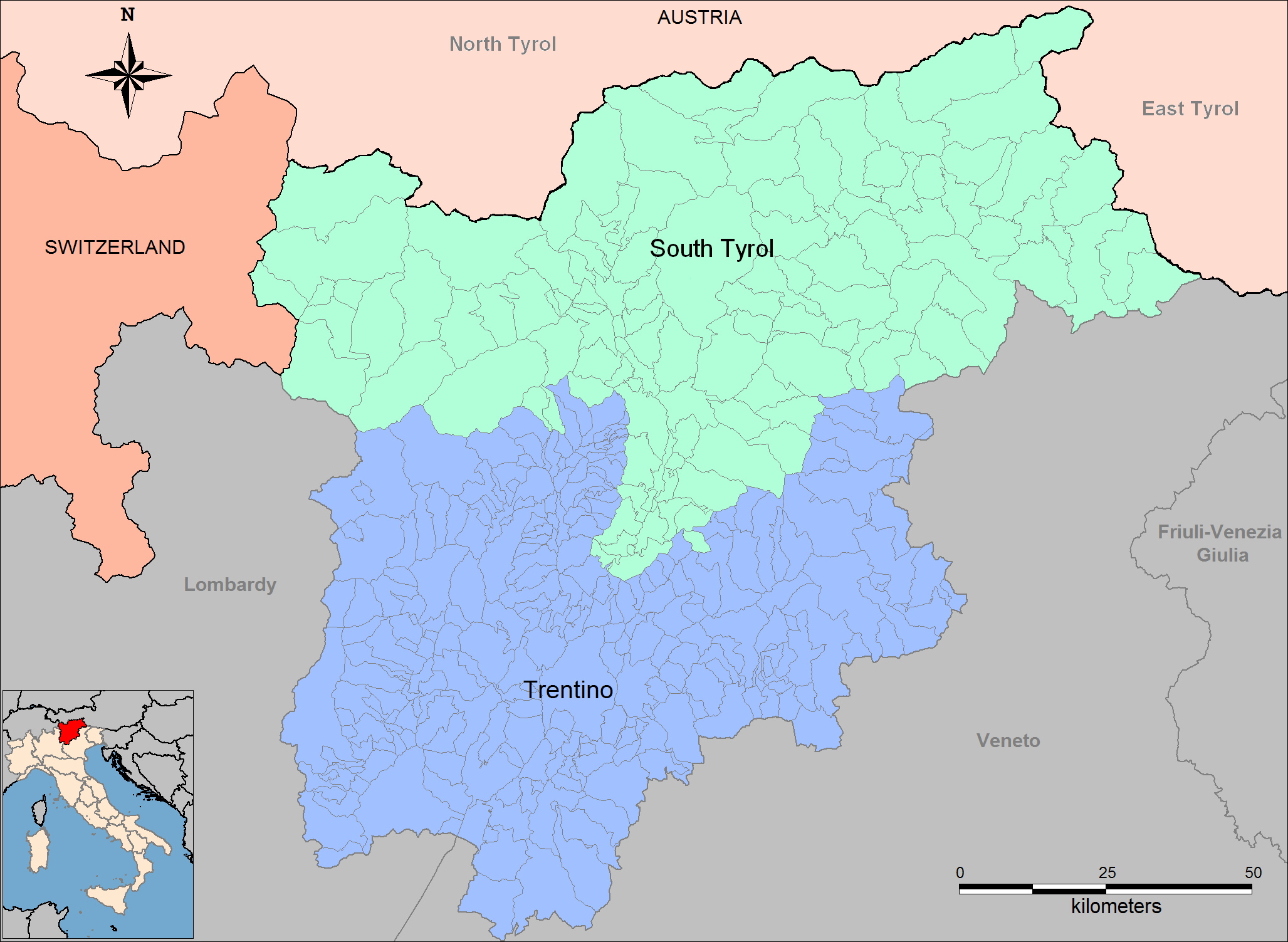
إقليم طرنطينة آدجة العليا ومقاطعتيه

يقسم الإقليم إلى مقاطعتين ذاتيتي الحكم: طرنطينة (مقاطعة طرنطة) وجنوب تيرول (مقاطعة بلسانة). اعترفت الدولة الإيطالية بدرجة معينة من الحكم الذاتي للإقليم ومقاطعتيه نتيجة لاتفاق غروبر دي غاسبيري عام 1946، فضلًا عن المكانة الخاصة للحكم الذاتي التي أقرها القانون الدستوري في عام 1948. أعطى هذا القانون المنطقة الحق في تشريع قوانينها الخاصة بشأن طائفة واسعة من المواضيع والاضطلاع بالمهام الإدارية المعنية.
في عام 1972، عنى تقديم تشريع الحكم الذاتي الثاني والذي كان في صلب المناقشات بين الحكومتين الإيطالية والنمساوية نقل الاختصاصات الرئيسية من الإقليم إلى المقاطعتين. الحكم الذاتي المعترف به في التشريع الخاص يغطي المؤسسات السياسية والتشريعية والإدارية والمالية. حول التشريع الثاني الإقليم بحكم الأمر الواقع إلى كومنويلث فضفاض بسلطة في متناول المقاطعتين واختصاصات تشريعية أو تنفيذية محدودة للغاية.
عاصمة الإقليم هي طرنطة، على الرغم من أن عاصمتي المقاطعتين تتناوبان كل سنتين كمقر للجمعية الإقليمية.

### التقسيمات الإدارية

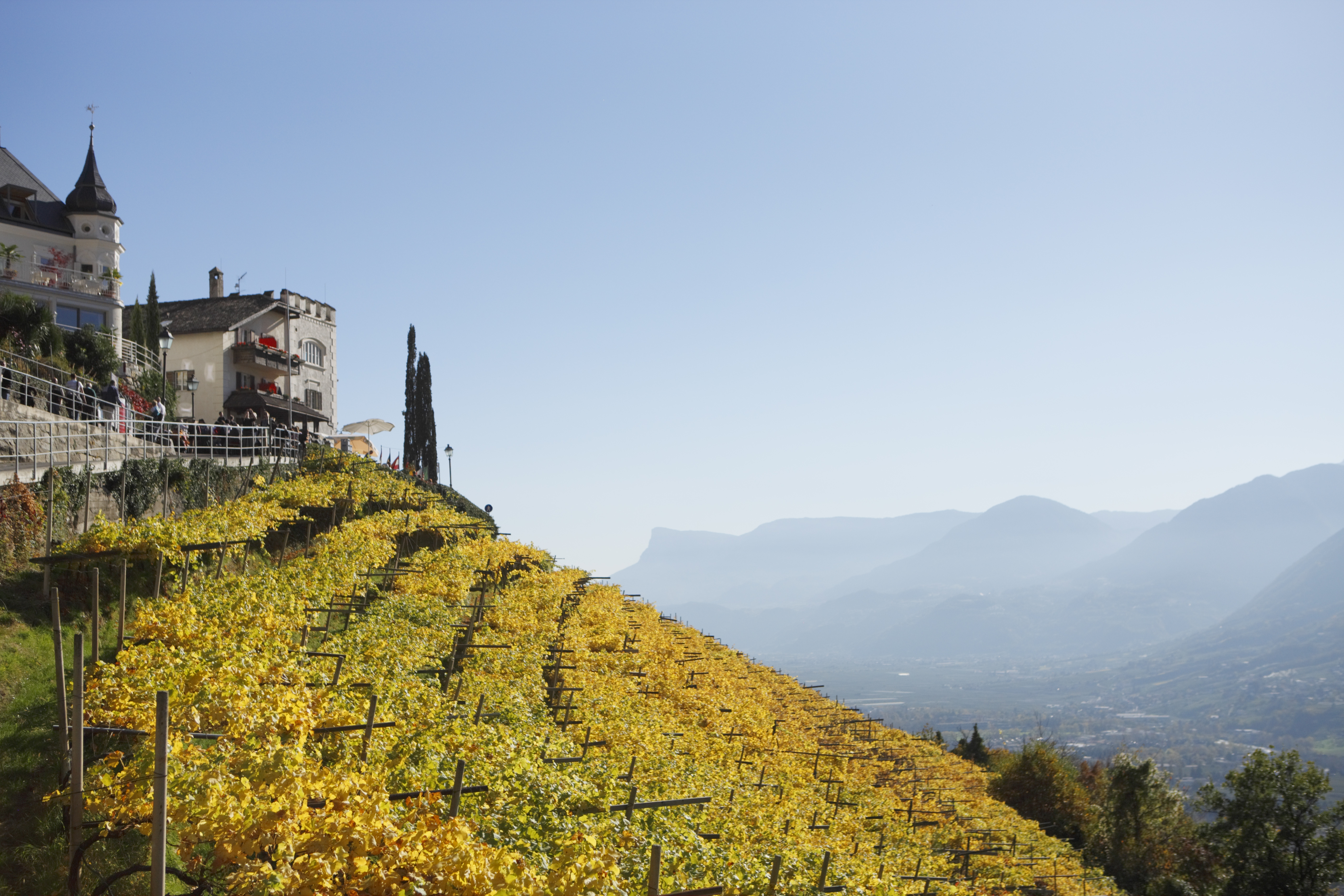
الكروم في بلدية تيرول

| المقاطعة     | المساحة (كم²) | تعداد السكان | الكثافة السكانية (/كم²) |
| ------------ | ------------- | ------------ | ----------------------- |
| طرنطينة      | 6,207         | 518,966      | 83.6                    |
| جنوب التيرول | 7,400         | 498,280      | 67.3                    |

## الاقتصاد
تنتج الوديان الخصبة في الإقليم النبيذ والفاكهة ومنتجات الألبان والأخشاب، بينما تشمل صناعاتها الورق والصناعات الكيماوية والمعدنية. كما أن المنطقة مصدر رئيسي للطاقة الكهرمائية. أهم ملامح الهيكل الاقتصادي للمنطقة هي السياحة والنظام خاص للتعاون بين الزراعة والصناعة. في العقد الماضي، أصبحت السياحة عنصرًا مهمًا جدًا لاقتصاد الإقليم. حيث وجدت المنطقة - التي هي نقطة انطلاق بين دول شمال أوروبا ووسط وجنوب إيطاليا - وظيفتها الحقيقية في هذا الفرع الرائد في مجال قطاع الخدمات بكل ما يأتي معه من نواح اقتصادية. تمتلك المنطقة أعلى تركيز للفنادق في إيطاليا (6178 منشأة في عام 2001 مع 236,864 سرير فندقي). الطاقة الاستيعابية الإجمالية للإقليم 651,426 سرير متاح في الفنادق والمنشآت الأخرى.

## الديموغرافيا
يبلغ تعداد سكان الإقليم حوالي 1,017,000 نسمة (519,000 في طرنطينة و 498,000 في جنوب التيرول). تعتبر الكثافة السكانية منخفضة مقارنة ببقية إيطاليا. في عام 2008، بلغت 74.7 نسمة/كم2 بينما الرقم المتوسط لإيطاليا كان 198.8. كانت الكثافة السكانية في طرنطينة 83.6، وهي أعلى قليلًا من تلك المسجلة في جنوب التيرول والتي كانت تساوي 67.3. اعتبارًا من عام 2008، قدر المعهد الوطني الإيطالي للإحصاءات (إستات) أن 70,834 من السكان هم من المهاجرين المولودون في الخارج وبنتشرون في كامل المنطقة أي ما يعادل 6.9% من مجموع سكان المنطقة.

### اللغة
اللغات الرئيسية المستخدمة في الإقليم هي اللغة الإيطالية (حوالي 63%) والألمانية (33%) وأقلية صغيرة تتحدث اللادينية (4%).
لغة الأغلبية في طرنطينة هي الإيطالية على الرغم من أن هناك أقليات من الناطقين بالألمانية في بلدية لوسيرنا وأربع بلديات في وادي موكيني. هناك أيضًا أقليات ناطقة باللادينية في وادي فاسا. على عكس الوضع في جنوب التيرول، فإن حماية لغات الأقليات في طرنطينة ليس مشمولًا في قانون الاستقلال الذاتي الجديد على الرغم من أنه موجود بموجب القوانين المحلية الحالية.
أما في جنوب التيرول، فلغة الأغلبية هي الألمانية (69% من السكان)، على الرغم من أن 73% من سكان العاصمة بلسانة يتحدثون الإيطالية كلغة أم بسبب الهجرة الداخلية من مناطق أخرى من إيطاليا. يشكل المتكلمون بالإيطالية أيضًا عنصرًا هامًا في المراكز الحضرية الرئيسية الأخرى في المقاطعة، كما هو الحال في ميرانو وبريكسن. كما أن اللادينية لغة رسمية إضافية في بعض البلديات. وفقًا لتعداد عام 2001، كانت 103 من أصل 116 بلدية ذات أغلبية من الناطقين بالألمانية و 8 من المتكلمين باللادينية و5 بالإيطالية. تشترك اليوم اللغتان الألمانية والإيطالية بالصفة الرسمية في جنوب التيرول.

## معرض الصور

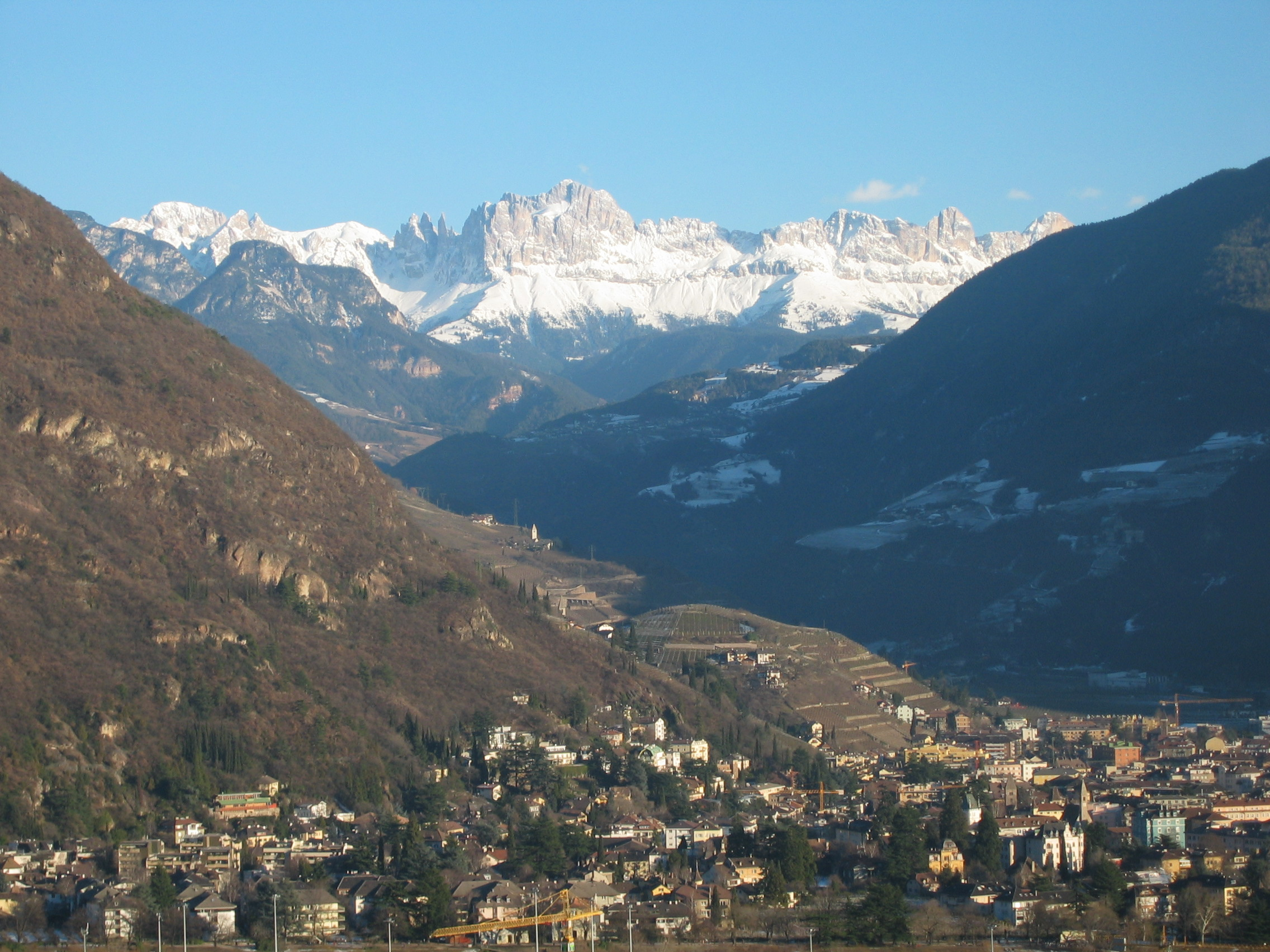
بلسانة
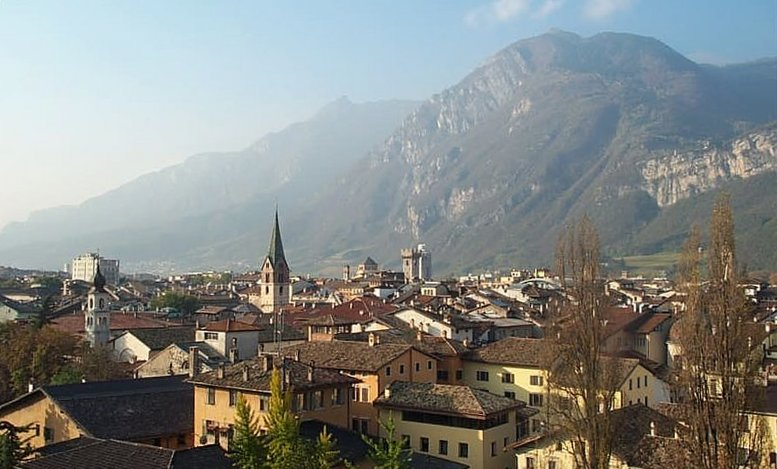
طرنطة